# Bizamski štakor
Bizamski štakor (lat. Ondatra zibethicus) je vrsta glodavaca, koji živi u priobalnim područjima. To je jedina vrsta iz roda Ondatra. Porijeklom je iz Sjeverne Amerike, odakle je prenijet u dijelove Europe, Azije i Južne Amerike. Vrlo se uspješno prilagođava različitim klimatskim uvjetima i životnim okruženjima, svejed je i vrlo prilagodljiva invazivna vrsta. Dobio je ime po krznu "bizam". Vrlo kvalitetno krzno koristi se za izradu odjevnih predmeta.

## Opis
Odrasli bizamski štakor dug je 40 do 60 cm. Gotovo pola dužine predstavlja rep. Teži između 0,7 i 1,8 kg. Prekriven je gustom, kratkom dlakom srednje do tamno smeđe boje. Trbuh je malo svjetliji, a starenjem postaje siv. Ima dvoslojno krzno, kojim se štiti od hladne vode. Dugi rep je prekriven ljuskama i malo je bočno spljošten. Njime se pomaže pri plivanju. Pri hodanju, rep se vuče po zemlji.
Provodi veliki dio vremena u vodi, na što je vrlo dobro prilagođen. Pod vodom može izdržati 12 do 17 minuta. Uši se mogu zatvoriti u vodi, čime se sprječava prodor vode. Na zadnjim nogama ima plivaću kožicu.
Donekle sliči nutriji, ali se radi o različitim vrstama. Manji je i ima bočno spljošten rep u odnosu na nutriju.